# Don Eliason
Donald Carlton "Don" Eliason (nacido el 24 de julio de 1918 en Owatonna, Minnesota y fallecido el 18 de agosto de 2003 en Saint Paul, Minnesota) fue un jugador de baloncesto y de fútbol americano estadounidense que disputó un partido en la BAA y participó en dos temporadas de la NFL. Con 1,89 metros de estatura, jugaba en la posición de alero.

## Trayectoria deportiva

### Universidad
Jugó durante su etapa universitaria con los Pipers de la Universidad Hamline, siendo junto a Johnny Norlander los primeros jugadores de dicha institución en llegar a jugar en la BAA o la NBA.

## Trayectoria deportiva

### Profesional
En 1946 fichó por los Boston Celtics de la recién creada BAA, con los que disputó un único partido, en el que no consiguió anotar ningún punto.

#### Estadísticas en la BAA

##### Temporada regular
| Temporada | Edad | Equipo         | Liga | Pos. | P | TC  | TCA | %TC  | TL  | TLA | %TL | ASIS | FP  | PTS |
| 1946-47   | 28   | Boston Celtics | BAA  |      | 1 | 0.0 | 1.0 | .000 | 0.0 | 0.0 | 0.0 | 1.0  | 0.0 | 0.0 |
| Total     |      |                | BAA  |      | 1 | 0.0 | 1.0 | .000 | 0.0 | 0.0 | 0.0 | 1.0  | 0.0 | 0.0 |

### Fútbol americano
En 1942 fichó por los Brooklyn Dodgers de la NFL, con los que disputó cuatro partidos, antes de ser llamado para cumplir el servicio militar durante la Segunda Guerra Mundial. A su regreso, en 1946, jugó tres partidos más con los Boston Yanks.